# Opinio juris sive necessitatis
Opinio juris sive necessitatis (obligación de cumplir un deber jurídico) o simplemente opinio juris (deber jurídico) es la convicción de que una acción se llevó a cabo porque era una obligación jurídica. Esto entra en contraste con una acción que es el resultado de una reacción cognitiva diferente o de comportamientos que eran habituales para el individuo. Este término es usado frecuentemente en procedimientos judiciales como defensa de un caso.
Opinio juris es el elemento subjetivo de la costumbre como fuente del derecho, tanto en el ámbito doméstico como en el internacional, ya que se refiere a las creencias. El otro elemento es la práctica del Estado, que es más objetiva, ya que es fácilmente discernible. Para calificarlos como práctica de los Estados, los actos deben ser coherentes y su práctica, en general, internacional.

## Aplicaciones de Estado
Una situación en la que la opinio juris sería factible en un asunto relativo a la defensa personal. Un requisito en el que el uso de la fuerza que deberá cumplirse se limita a la situación actual. El acto de golpear a un atacante puede realizarse como una justificación legal, sin embargo el territorio legal limita la aceptación de tal afirmación. Incluso en este caso, el uso de la fuerza deben ser aceptable las condiciones del entorno, del atacante y las condiciones físicas de las personas involucradas, así como las armas o los instrumentos utilizados.

## Aplicaciones internacionales
En el Derecho internacional opinio juris es el elemento subjetivo que se utiliza para determinar si la práctica de un Estado se debe a la creencia de que está legalmente obligado a realizar un acto en particular. Cuando la opinio juris existe, y la práctica está en consonancia con casi todos los Estados, el derecho internacional consuetudinario surge. Opinio juris esencialmente significa que los Estados deben actuar de conformidad con la norma, no solo por conveniencia, el hábito, la coincidencia, o la conveniencia política, sino más bien por un sentido de obligación jurídica. El Capítulo [2] Artículo 38 (1)(b) del Estatuto de la Corte Internacional de Justicia acepta la "costumbre internacional" como fuente de derecho, pero solo cuando esta costumbre es 1) "prueba de una práctica general" (el componente objetivo) (2) "aceptada como derecho. "(la opinio juris o componente subjetivo) Así, por ejemplo, mientras que se puede observar que los jefes de Estado casi siempre se dan la mano cuando se encuentran por primera vez, es muy poco probable que lo hagan porque creen que la norma del derecho internacional así lo requiere. Por otro lado, un estado casi seguro que espere algún tipo de repercusiones legales si se tratara de enjuiciar a un embajador extranjero sin el consentimiento de su Estado natal, y en este sentido no existe la opinio juris en las normas del derecho internacional para la inmunidad diplomática.
Debido a que la opinio juris se refiere al estado psicológico de la situación del actor estatal — preguntando por qué el Estado se comportó como lo hizo — esta puede ser difícil de identificar y probar. En la práctica, una variedad de fuentes tienden a ser utilizadas para demostrar la existencia de una opinio juris, incluidas pruebas tales como correspondencia diplomática, comunicados de prensa y otras declaraciones los estamentos de la política del gobierno, opiniones de los asesores jurídicos, manuales oficiales sobre cuestiones jurídicas, la legislación, las decisiones judiciales nacionales e internacionales, informes jurídicos aprobados por los Estados, un patrón de los tratados ratificados por todos los Estados que con las mismas obligaciones, resoluciones y declaraciones de las Naciones Unidas y otras fuentes. En el caso "Paquete Habana" (juzgado por la Corte Suprema de Estados Unidos en el año 1900 sobre la cuestión de si los pequeños barcos de pesca costera son inmunes a la captura en tiempo de guerra conforme al derecho internacional consuetudinario), la evidencia de la opinio juris incluía reales ordenanzas medievales inglesas, acuerdos entre empresas de naciones europeas, órdenes emitidas a la Marina de los EE. UU. en conflictos anteriores, y las opiniones de tratadistas jurídicos. Finalmente, el contexto, las circunstancias y la forma en que se lleva a cabo la práctica del Estado también puede ser utilizado para inferir la existencia de una opinio juris. A medida que la Corte Internacional de Justicia declaró, en los casos North Sea Continental Shel del año 1969, que "no solo deben los actos en cuestión equivaler a una práctica establecida, sino que también debe ser tal, o se llevará a cabo de tal manera que sea la evidencia de la creencia de que dicha práctica es considerada obligatoria por la existencia de una norma de la ley que lo requiera." No obstante, cabe señalar que los motivos de un Estado pueden cambiar con el tiempo, y que no es necesario que la opinio juris sea un impulso importante para cada ejemplo de acción. Mientras, el Magistrado Lachs señala una opinión disidente en los casos North Sea Continental Shelf, "En las etapas sucesivas en el desarrollo de la norma [costumbre] los motivos que han llevado a los Estados a que la acepten han variado de un caso a otro. No podía ser de otra manera. En todo caso, al postular que todos los Estados, incluso aquellos que inician una determinada práctica, creen estar actuando bajo la obligación legal es recurrir a una ficción, y de hecho la de negar la posibilidad de desarrollar tales normas."
Tan difícil como puede ser demostrar por qué un actor actuó de una manera determinada, es exponencialmente más difícil de demostrar por qué no actuar. Por esta razón, la necesidad de demostrar que el comportamiento fue motivado por un sentido de obligación legal hace que sea especialmente difícil para el derecho internacional consuetudinario a desarrollarse alrededor de la prohibición de una práctica. Un caso importante en el desarrollo de la moderna teoría del derecho internacional consuetudinario es el des S.S. Lotus, en el que Francia intentó protestar por la afirmación de que Turquía tenía jurisdicción penal sobre un ciudadano francés por actos cometidos en alta mar (fuera del territorio de Turquía). Francia presentó una serie de ejemplos históricos para demostrar que el estado de la nacionalidad o el Estado cuyo pabellón portaba el buque tenía jurisdicción exclusiva en casos como el presente. Sin embargo, la Corte Permanente de Justicia Internacional (precursora de la CIJ) declaró que las pruebas mostraban simplemente que "los Estados a menudo, en la práctica, se abstienen de iniciar acciones penales, y que ellos mismos no reconocen la obligación de hacerlo, porque sólo si dicha abstención se basa en su ser consciente de que tiene un deber de abstención sería posible hablar de una costumbre internacional." Este razonamiento fue citado con aprobación en los casos de la Plataforma Continental del Mar Norte, que de igual forma se negó a considerar la existencia del derecho consuetudinario en relación con el método apropiado para delimitar las reivindicaciones territoriales de la plataforma continental que se extiende a partir del litoral de los estados ribereños del Mar del Norte. La Corte Internacional de Justicia también declinó haber encontrado pruebas de derecho internacional consuetudinario en un dictamen sobre la legalidad del uso o la amenaza de armas nucleares, a pesar de que algunos argumentaron que era una práctica estatal uniforme. Como en los casos de North Sea Continental Shelf, se encontró que el mero hecho de que ningún estado había usado armas nucleares contra otro estado desde la Segunda Guerra Mundial no reflejan la opinio juris. Algunos estados han señalado que una serie de resoluciones que la ONU había publicado "que tratan de las armas nucleares y que afirman, con una regularidad constante, la ilegalidad de las armas nucleares", argumentando que esto significaba "la existencia de una norma de derecho internacional consuetudinario que prohíbe el recurso de dichas armas". No obstante, la Corte Internacional de Justicia señaló que los Estados que poseen armas nucleares casi siempre se habían se opuesto a esas resoluciones, lo cual sugiere que estos Estados no creen que un derecho consuetudinario que prohíbe su uso exista. Por otra parte, señaló que la no utilización de armas nucleares en realidad podría aportar pruebas de su "uso" como una fuerza de disuasión.
Este marco tiene un lógico sentido en las normas existentes del derecho internacional consuetudinario, pero se convierte en problemático en el contexto de nuevas normas consuetudinarias o emergentes. Si una práctica no está actualmente regulada por el derecho internacional consuetudinario, entonces no es lógico para investigar las creencias de un Estado sobre la legalidad de realizar o abstenerse de esta práctica, es decir, para preguntarle si cree que su práctica era en cumplimiento de una ley que no existe todavía. Esta paradoja puede ser resuelta en cierta medida por la idea de la "cristalización" del derecho internacional consuetudinario, en el que la obligación legal de la práctica y desarrollo en forma conjunta y, finalmente con el tiempo madurarár en su legislación. Bajo un modelo, este proceso ocurriría en tres etapas: en primer lugar, involucrarse algunos Estados en una práctica determinada por razones distintas a un sentido de obligación legal (por ejemplo, la conveniencia política, el beneficio económico, turismo, etc) y, seguidamente, reforzar los Estados la práctica de participar en ella o hacer reclamaciones basadas en ella, creando lazos de reciprocidad y confianza basada en expectativas de que la práctica continúe y, por último, ampliar en número y complejidad estas relaciones de ampliar, y eventualmente se solidifiquen con el tiempo en una norma general. En esta etapa final, a medida que los Estados tomen conciencia de la conducta y participen activamente, o al menos acepten pasivamente la práctica, las acciones de los Estados "comenzarán a ser reforzadas por la creencia de que están cumpliendo con una regla consuetudinaria emergente."